# Martín de Azpilcueta
Martín de Azpilcueta Jaureguízar, secondo la grafia basca moderna Martin Azpilkueta Jauregizar, noto anche come Doctor Navarrus (Barásoain, 13 dicembre 1492 – Roma, 1º giugno 1586), è stato un economista, filosofo e teologo spagnolo di origine basca.

## Biografia
Era figlio di Martín e María Azpilcueta Jaureguízar. Nel 1509 iniziò gli studi in filosofia e teologia presso l'Università di Alcalá, e di Diritto Canonico presso l'Università di Tolosa divenendo professore a 26 anni. Nel corso della sua permanenza a Tolosa fu ordinato sacerdote; fece ritorno in Navarra nel 1523, per poi trasferirsi a Salamanca nel 1524 dove per quattordici anni si dedicò all'insegnamento universitario.
Soggiornò a Coimbra dove fu consigliere e confessore di personaggi d'alto rango. Nel 1577, fu inviato da Filippo II a Roma, dove restò fino alla sua morte. Nell'Urbe assunse la difesa di Bartolomé de Carranza, arcivescovo di Toledo accusato di eresia dall'Inquisizione. Il processo si concluse con l'assoluzione, grazie alla sua brillante strategia di difesa, sotto il pontificato di Pio V. Il teologo è stato successivamente apprezzato per le sue doti da papa Sisto V. Le sue spoglie sono conservate, secondo la sua volontà, nella chiesa di Sant'Antonio dei Portoghesi a Roma.

## Pensiero

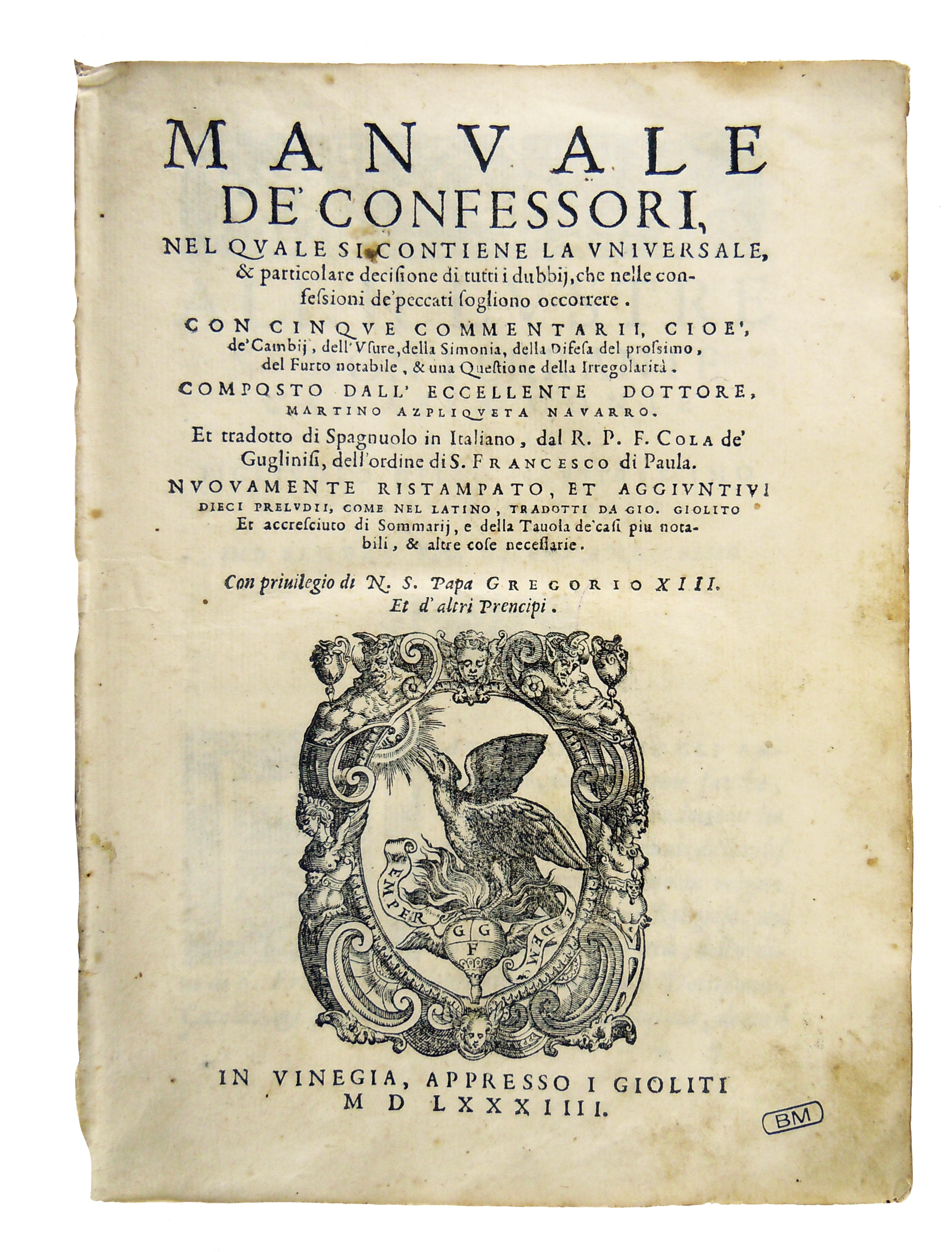
Manuale de' confessori, 1584 (Fondazione Mansutti, Milano).

Noto teologo, giurista ed economista, è autore di numerosi saggi. Appartiene al filone di pensiero noto come Scuola di Salamanca e insieme ad altri gesuiti, domenicani e francescani, è considerato un precursore dell'economia classica. La sua analisi è rivolta allo studio dell'impatto economico dei metalli preziosi giunti dall'America. Si afferma come precursore della teoria quantitativa della moneta, notando la differenza tra potere d'acquisto della moneta nei vari paesi secondo la quantità di metallo prezioso che contiene. Martín Azpilcueta teorizza il concetto economico di preferenza temporale, ovvero, a parità di condizioni, il bene economico presente vale più di quello futuro, ponendosi così, nel preciso concetto dell'interesse sul prestito, come precursore della corrente di economisti nota come Scuola austriaca. Ha difeso con forza la legittimità di far pagare gli interessi sui prestiti, scontrandosi così con le teorie dominanti nella Chiesa cattolica.

## Opere

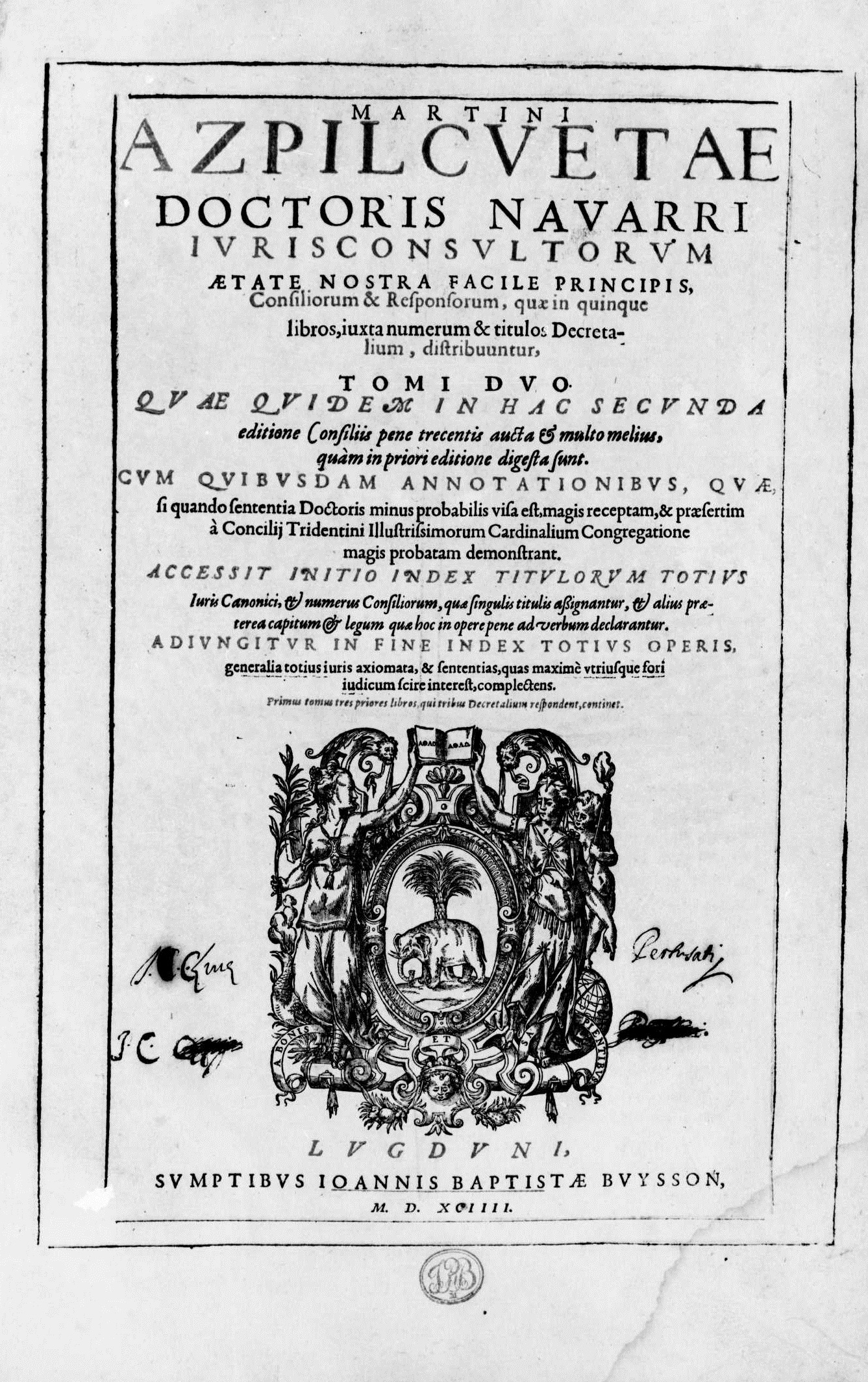
Consilia et responsa, 1594

- Manuale dei confessori e dei Penitenti 1553.
  - (ES) Manual de confessores y penitentes, Toledo, Juan Ferrer, 1554.
  - (LA) Manual de confessores y penitentes, Roma, Giorgio Ferrari, 1584.
- Usura e Simonia 1569.
- De redditibus beneficiorum Ecclesiasticorum 1566.
- (LA) Consilia et responsa, vol. 1, Lyon, Jean Baptiste Buysson, 1594.
- (LA) Consilia et responsa, Lyon, Pierre Roland, 1594.

Le sue opere complete sono state pubblicate a Venezia nel 1598 sotto il titolo "Operum omnium horum Navarri Compendio".